# Diplodiscus scortechinii
Diplodiscus scortechinii là một loài thực vật có hoa thuộc họ Malvaceae theo nghĩa rộng (sensu lato) hoặc Tiliaceae.
Loài này có ở Brunei và Malaysia.